# Paritair comité
Een paritair comité is een Belgisch overlegorgaan tussen werkgevers en werknemers, voornamelijk met het oog op het onderhandelen van de collectieve arbeidsovereenkomst. Daaruit voortvloeiend ook het toezicht op de uitvoering ervan.
Per bedrijfstak bestaat er een paritair comité dat samengesteld is uit een gelijk aantal vertegenwoordigers van de grote vakbonden en van de werkgeversorganisatie. Erkende ondernemingen moeten verplicht aansluiten bij een van de bestaande paritaire comités. 
Het paritair comité heeft als opdracht:
- Collectieve arbeidsovereenkomsten (cao) te sluiten. Dit zijn akkoorden die bindend zijn voor de hele sector. Zo zullen overeenkomsten gesloten worden voor het bepalen van de minimumlonen voor de sector;
- Geschillen tussen de werkgevers en de werknemers te voorkomen of bij te leggen;
- Advies te geven aan de Nationale Arbeidsraad (NAR) en aan de regering.

## Statistieken
Er zijn grote verschillen tussen het aantal leden per paritair comité. Zo telt PC107 (meester-kleermakers, de kleermaaksters en naaister) 38 leden. Aan de andere kant zijn er PC111 (metaal-, machine- en elektrische bouw , 112.000 leden), PC124 (Bouwbedrijf, 140.000 leden), PC201 (Zelfstandige kleinhandel, 100.000 leden), PC322 (Interimwerk, 217.000 leden), PC302 (Horeca, 140.000 leden) en de algemene PC200 (Bedienden, 518.000 leden) met meer dan honderdduizend leden. Daarnaast zijn er ongeveer 1 miljoen ambtenaren, bedienden en arbeiders die geen deel zijn van een paritair comité.

## Lijst van de paritaire comités[1]
Informatie over de paritaire comités wordt bijgehouden door de FOD Werkgelegenheid, Arbeid en Sociaal Overleg. 
| Nummer    | Paritair comité |
| --------- | --- |
| 100       | Aanvullend Paritair Comité voor de werklieden. |
| 101       | Nationale Gemengde Mijncommissie. |
| 102       | Paritair Comité voor het groefbedrijf. |
| 102.01    | Paritair Subcomité voor het bedrijf der hardsteengroeven en der groeven van uit te houwen kalksteen in de provincie Henegouwen. |
| 102.02    | Paritair Subcomité voor het bedrijf der hardsteengroeven en der groeven van uit te houwen kalksteen in de provincies Luik en Namen. |
| 102.03    | Paritair Subcomité voor de porfier-groeven in de provincie Henegouwen en de kwartsietgroeven in de provincie Waals-Brabant. |
| 102.04    | Paritair Subcomité voor het bedrijf van de zandsteen- en kwartsietgroeven op het gehele grondgebied van het Rijk, uitgezonderd de kwartsietgroeven van de provincie Waals-Brabant. |
| 102.05    | Paritair Subcomité voor het bedrijf der porseleinaarde- en zandgroeven welke in openlucht geëxploiteerd worden in de provincies Waals-Brabant, Henegouwen, Luik, Luxemburg en Namen. |
| 102.06    | Paritair Subcomité voor het bedrijf der grind- en zandgroeven welke in openlucht geëxploiteerd worden in de provincies Antwerpen, West-Vlaanderen, Oost-Vlaanderen, Limburg en Vlaams-Brabant. |
| 102.07    | Paritair Subcomité voor het bedrijf der kalksteengroeven, cementfabrieken en kalkovens van het administratief arrondissement Doornik. |
| 102.08    | Paritair Subcomité voor het bedrijf der marmergroeven en -zagerijen op het gehele grondgebied van het Rijk. |
| 102.09    | Paritair Subcomité voor het bedrijf van de groeven van niet uit te houwen kalksteen en van de kalkovens, van de bitterspaatgroeven en -ovens op het gehele grondgebied van het Rijk. |
| 102.10    | Paritair Subcomité voor de terugwinning van steenstort. |
| 102.11    | Paritair Subcomité voor het bedrijf der leisteengroeven, coticulegroeven en groeven van slijpsteen voor scheermessen in de provincies Waals-Brabant, Henegouwen, Luik, Luxemburg en Namen. |
| 104       | Paritair Comité voor de ijzernijverheid. |
| 105       | Paritair Comité voor de non-ferro metalen. |
| 106       | Paritair Comité voor het cementbedrijf. |
| 106.01    | Paritair Subcomité voor de cementfabrieken. |
| 106.02    | Paritair Subcomité voor de betonindustrie. |
| 106.03    | Paritair Subcomité voor de vezelcement. |
| 107       | Paritair Comité voor de meester-kleermakers, de kleermaaksters en naaisters. |
| 109       | Paritair Comité voor het kleding- en confectiebedrijf. |
| 110       | Paritair Comité voor de textielverzorging. |
| 111.01    | Paritair Comité voor de metaal-, machine- en elektrische bouw. |
| 112       | Paritair Comité voor het garagebedrijf. |
| 113       | Paritair Comité voor het keramiekbedrijf. |
| 113.01    | Paritair Subcomité voor het faience- en het porseleinbedrijf, de sanitaire artikelen en de schuurproducten en het keramisch aardewerk. |
| 113.02    | Paritair Subcomité voor de ondernemingen voor keramiekbekleding en vloertegels. |
| 113.03    | Paritair Subcomité voor vuurvaste producten. |
| 113.04    | Paritair Subcomité voor de pannenbakkerijen. |
| 114       | Paritair Comité voor de steenbakkerij. |
| 114.01    | Paritair Subcomité voor de steenbakkerij van de provincies Oost- en West-Vlaanderen. |
| 114.02    | Paritair Subcomité voor de steenbakkerij van de provincie Antwerpen. |
| 114.03    | Paritair Subcomité voor de steenbakkerij van de provincie Limburg en van Vlaams-Brabant. |
| 114.04    | Paritair Subcomité voor de steenbakkerij van de provincies Luik, Luxemburg, Namen en Henegouwen en van Waals-Brabant. |
| 115       | Paritair Comité voor het glasbedrijf. |
| 116       | Paritair Comité voor de scheikundige nijverheid. |
| 117       | Paritair Comité voor de petroleumnijverheid en -handel. |
| 118       | Paritair Comité voor de voedingsnijverheid. |
| 119       | Paritair Comité voor de handel in voedingswaren. |
| 120       | Paritair Comité voor de textielnijverheid en het breiwerk. |
| 120.01    | Paritair Subcomité voor de textielnijverheid uit het administratief arrondissement Verviers. |
| 120.02    | Paritair Subcomité voor de vlasbereiding |
| 120.03    | Paritair Subcomité voor het vervaardigen van en de handel in zakken in jute of in vervangingsmaterialen |
| 121       | Paritair Comité voor de schoonmaak- en ontsmettingsondernemingen |
| 124       | Paritair Comité voor het bouwbedrijf |
| 125       | Paritair Comité voor de houtnijverheid |
| 125.01    | Paritair Subcomité voor de bosontginningen |
| 125.02    | Paritair Subcomité voor de zagerijen en aanverwante nijverheden |
| 125.03    | Paritair Subcomité voor de houthandel |
| 126       | Paritair Comité voor de stoffering en de houtbewerking |
| 127       | Paritair Comité voor de handel in brandstoffen |
| 127.02    | Paritair Subcomité voor de handel in brandstoffen van Oost-Vlaanderen |
| 128       | Paritair Comité voor het huiden- en lederbedrijf en vervangingsproducten |
| 128.01    | Paritair Subcomité voor de leerlooierij en de handel in ruwe huiden en vellen |
| 128.02    | Paritair Subcomité voor de schoeiselindustrie, de laarzenmakers en de maatwerkers |
| 128.03    | Paritair Subcomité voor het marokijnwerk en de handschoennijverheid |
| 128.05    | Paritair Subcomité voor de zadelmakerij, de vervaardiging van riemen en industriële artikelen in leder |
| 128.06    | Paritair Subcomité voor de orthopedische schoeisels |
| 129       | Paritair Comité voor de voortbrenging van papierpap, papier en karton |
| 130       | Paritair Comité voor het drukkerij-, grafische kunst- en dagbladbedrijf |
| 132       | Paritair Comité voor de ondernemingen van technische land- en tuinbouwwerken |
| 133       | Paritair Comité voor het tabaksbedrijf |
| 136       | Paritair Comité voor de papier- en kartonbewerking |
| 139       | Paritair Comité voor de binnenscheepvaart |
| 139.01    | Paritair Subcomité voor de sleepdiensten |
| 140       | Paritair Comité voor het vervoer |
| 142       | Paritair Comité voor de ondernemingen waar teruggewonnen grondstoffen opnieuw ter waarde worden gebracht |
| 142.01    | Paritair Subcomité voor de terugwinning van metalen |
| 142.02    | Paritair Subcomité voor de terugwinning van lompen |
| 142.03    | Paritair Subcomité voor de terugwinning van papier |
| 142.04    | Paritair Subcomité voor de terugwinning van allerlei producten |
| 143       | Paritair Comité voor de zeevisserij |
| 144       | Paritair Comité voor de landbouw |
| 145       | Paritair Comité voor het tuinbouwbedrijf |
| 146       | Paritair Comité voor het bosbouwbedrijf |
| 147       | Paritair Comité voor de wapensmederij met de hand |
| 148       | Paritair Comité voor het bont en kleinvel |
| 148.01    | Paritair Subcomité voor de haarsnijderijen |
| 148.03    | Paritair Subcomité voor de industriële en ambachtelijke fabricage van bontwerk |
| 148.05    | Paritair Subcomité voor de pelslooierijen |
| 149       | Paritair Comité voor de sectors die aan de metaal-, machine- en elektrische bouw verwant zijn |
| 149.01    | Paritair Subcomité voor de elektriciens : installatie en distributie |
| 149.02    | Paritair Subcomité voor het koetswerk |
| 149.03    | Paritair Subcomité voor de edele metalen |
| 149.04    | Paritair Subcomité voor de metaalhandel |
| 150       | Paritair Comité voor gewoon pottengoed in potaarde |
| 152       | Paritair Comité voor de gesubsidieerde inrichtingen van het vrij onderwijs |
| 152.01    | Paritair Subcomité voor de gesubsidieerde inrichtingen van het vrij onderwijs van de Vlaamse Gemeenschap |
| 152.02    | Paritair Subcomité voor de gesubsidieerde inrichtingen van het vrij onderwijs van de Franse Gemeenschap en de Duitstalige Gemeenschap |
| 200       | Aanvullend Paritair Comité voor de bedienden |
| 201       | Paritair Comité voor de zelfstandige kleinhandel |
| 202       | Paritair Comité voor de bedienden uit de kleinhandel in voedingswaren |
| 202.01    | Paritair Subcomité voor de middelgrote levensmiddelenbedrijven |
| 203       | Paritair Comité voor de bedienden uit de hardsteengroeven |
| 204       | Paritair Comité voor de bedienden uit de porfiergroeven van het kanton van Lessen, van Bierk-bij-Halle en van Quenast |
| 205       | Paritair Comité voor de bedienden van de steenkolenmijnen |
| 207       | Paritair Comité voor de bedienden uit de scheikundige nijverheid |
| 209       | Paritair Comité voor de bedienden der metaalfabrikatennijverheid |
| 210       | Paritair Comité voor de bedienden van de ijzernijverheid |
| 211       | Paritair Comité voor de bedienden uit de petroleumnijverheid en -handel |
| 214       | Paritair Comité voor de bedienden van de textielnijverheid en het breiwerk |
| 215       | Paritair Comité voor de bedienden van het kleding- en confectiebedrijf |
| 216       | Paritair Comité voor de notarisbedienden |
| 217       | Paritair Comité voor de casinobedienden |
| 218       | Aanvullend Nationaal Paritair Comité voor de bedienden (opgericht overeenkomstig de Besluitwet van 9 juni 1945 tot vaststelling van het statuut der paritaire comités, Belgisch Staatsblad van 5 juli 1945) |
| 219       | Paritair Comité voor de erkende controleorganismen |
| 220       | Paritair Comité voor de bedienden uit de voedingsnijverheid |
| 221       | Paritair Comité voor de bedienden uit de papiernijverheid |
| 222       | Paritair Comité voor de bedienden van de papier- en kartonbewerking |
| 223       | Nationaal Paritair Comité voor de sport |
| 224       | Paritair Comité voor de bedienden van de non-ferro metalen |
| 225       | Paritair Comité voor de bedienden van de inrichtingen van het gesubsidieerd vrij onderwijs |
| 226       | Paritair Comité voor de bedienden uit de internationale handel, het vervoer en de aanverwante bedrijfstakken |
| 227       | Paritair Comité voor de audiovisuele sector |
| 301       | Paritair Comité voor het havenbedrijf |
| 301.01    | Paritair Subcomité voor de haven van Antwerpen, "Nationaal Paritair Comité der haven van Antwerpen" genaamd |
| 301.02    | Paritair Subcomité voor de haven van Gent |
| 301.03    | Paritair Subcomité voor de haven van Brussel en Vilvoorde |
| 301.04    | Paritair Subcomité voor de havens van Oostende en Nieuwpoort |
| 301.05    | Paritair Subcomité voor de haven van Zeebrugge |
| 301.06    | Paritair Subcomité voor de haven van Brugge |
| 302       | Paritair Comité voor het hotelbedrijf |
| 303       | Paritair Comité voor het filmbedrijf |
| 303.01    | Paritair Subcomité voor de filmproductie |
| 303.02    | Paritair Subcomité voor de verdeling van films |
| 303.03    | Paritair Subcomité voor de exploitatie van bioscoopzalen |
| 303.04    | Paritair Subcomité voor de technische filmbedrijvigheid |
| 304       | Paritair Comité voor het vermakelijkheidsbedrijf |
| 305       | Paritair Comité voor de gezondheidsdiensten (Opgeheven bij het koninklijk besluit van 9 maart 2003 tot oprichting van sommige paritaire comités en tot vaststelling van de benaming en de bevoegdheid ervan, maar blijven bestaan, wat de werknemers en de werkgevers betreft die onder hun bevoegdheid ressorteerden, tot de dag van de installatie van de paritaire comités nr. 330, 331 en 332) |
| 305.01    | Paritair Subcomité voor de privé-ziekenhuizen (Opgeheven bij het koninklijk besluit van 9 maart 2003 tot oprichting van sommige paritaire comités en tot vaststelling van de benaming en de bevoegdheid ervan, maar blijven bestaan, wat de werknemers en de werkgevers betreft die onder hun bevoegdheid ressorteerden, tot de dag van de installatie van de paritaire comités nr. 330, 331 en 332) |
| 305.02    | Paritair Subcomité voor de gezondheidsinrichtingen en -diensten (Opgeheven bij het koninklijk besluit van 9 maart 2003 tot oprichting van sommige paritaire comités en tot vaststelling van de benaming en de bevoegdheid ervan, maar blijven bestaan, wat de werknemers en de werkgevers betreft die onder hun bevoegdheid ressorteerden, tot de dag van de installatie van de paritaire comités nr. 330, 331 en 332) |
| 305.02.01 | Het paritair sub-subcomité voor de rustoorden voor bejaarden, de rust- en verzorgingstehuizen, de service-flats, de dagverzorgingscentra en de centra voor dagopvang. |
| 305.02.02 | Het paritair sub-subcomité voor de diensten voor thuisverpleging. |
| 305.02.03 | Het paritair sub-subcomité voor de Nederlandstalige revalidatiecentra die gelegen zijn in het Vlaamse Gewest of in het Brussels Hoofdstedelijk Gewest. Zijn evenwel uitgesloten, de revalidatie-centra die een dienst uitmaken van een ziekenhuis of een opvoedingsinstelling en als dusdanig onder de beheersverantwoordelijkheid vallen van dit ziekenhuis of opvoedingsinstelling |
| 305.02.04 | Het paritair sub-subcomité voor de Franstalige en Duitstalige revalidatiecentra die gelegen zijn in het Waalse Gewest of in het Brussels Hoofdstedelijk Gewest. Zijn evenwel uitgesloten, de revalidatiecentra die een dienst uitmaken van een ziekenhuis of een opvoedingsinstelling en als dusdanig onder de beheersverantwoordelijkheid vallen van dit ziekenhuis of opvoedingsinstelling. |
| 305.02.05 | Het paritair sub-subcomité voor de bicommunautaire gezondheidsinrichtingen en -diensten die gelegen zijn in het Brusselse Hoofdstedelijk Gewest. Zijn evenwel uitgesloten, de diensten voor de thuisverpleging, de rustoorden voor bejaarden, de rust- en verzorgingstehuizen, de service-flats, de dagverzorgingscentra en de centra voor dagopvang. |
| 305.02.06 | Het paritair sub-subcomité voor de Nederlandstalige gezondheidsinstellingen en -diensten die gelegen zijn in het Vlaamse Gewest of in het Brussels Hoofdstedelijk Gewest. Zijn evenwel uitgesloten: de autonome revalidatiecentra, de diensten voor thuisverpleging, de rustoorden voor bejaarden, de rust- en verzorgingstehuizen, de service-flats, de dagverzorgingscentra, de centra voor dagopvang, de kinderkribben, peutertuinen, de buitenschoolse opvang, diensten voor opvanggezinnen, diensten voor thuisopvang van zieke kinderen en gelijkaardige instellingen en diensten voor de opvang van kinderen.           |
| 305.02.07 | Het paritair sub-subcomité voor de Franstalige en Duitstalige gezondheidsinstellingen en -diensten die gelegen zijn in het Waalse Gewest of in het Brussels Hoofdstedelijk Gewest. Zijn evenwel uitgesloten: de autonome revalidatiecentra, de diensten voor thuisverpleging, de rustoorden voor bejaarden, de rust- en verzorgingstehuizen, de service-flats, de dagverzorgingscentra en de centra voor dagopvang, de kinderkribben, peutertuinen, buitenschoolse opvang, diensten voor opvanggezinnen, diensten voor de thuisopvang van zieke kinderen en gelijkaardige instellingen en diensten voor de opvang van kinderen |
| 305.02.08 | Het paritair sub-subcomité voor de Nederlandstalige kinderkribben, peutertuinen, buitenschoolse opvang, diensten voor opvanggezinnen, diensten voor thuisopvang van zieke kinderen en gelijkaardige instellingen en diensten voor de opvang van kinderen, die gelegen zijn in het Vlaamse gewest of in het Brussels Hoofdstedelijk Gewest. |
| 305.02.09 | Het paritair sub-subcomité voor de Franstalige en Duitstalige kinderkribben, peutertuinen, buitenschoolse opvang, diensten voor opvanggezinnen, diensten voor thuisopvang van zieke kinderen, de "maisons communales d'accueil de l'enfance" en gelijkaardige instellingen en diensten voor de opvang van kinderen die gelegen zijn in het Waalse Gewest of in het Brussels Hoofdstedelijk Gewest. |
| 305.03    | Paritair Subcomité voor de tandprothese (opgeheven bij het koninklijk besluit van 9 maart 2003 tot oprichting van sommige paritaire comités en tot vaststelling van de benaming en de bevoegdheid ervan, maar blijven bestaan, wat de werknemers en de werkgevers betreft die onder hun bevoegdheid ressorteerden, tot de dag van de installatie van de paritaire comités nr. 330, 331 en 332) |
| 306       | Paritair Comité voor het verzekeringswezen |
| 307       | Paritair Comité voor de makelarij en verzekeringsagentschappen |
| 308       | Paritair Comité voor de maatschappijen voor hypothecaire leningen, sparen en kapitalisatie |
| 309       | Paritair Comité voor de beursvennootschappen |
| 310       | Paritair Comité voor de banken |
| 311       | Paritair Comité voor de grote kleinhandelszaken |
| 312       | Paritair Comité voor de warenhuizen |
| 313       | Paritair Comité voor de apotheken en tarificatiediensten |
| 314       | Paritair Comité voor het kappersbedrijf en de schoonheidszorgen |
| 315       | Paritair Comité voor de handelsluchtvaart |
| 315.01    | Paritair Subcomité voor de luchtvaartmaatschappij SABENA |
| 315.02    | Paritair Subcomité voor de luchtvaartmaatschappijen andere dan de N.V. SABENA |
| 316       | Paritair Comité voor de koopvaardij |
| 317       | Paritair Comité voor de bewakingsdiensten |
| 318       | Paritair Comité voor de diensten voor gezins- en bejaardenhulp |
| 318.01    | Paritair Subcomité voor de diensten voor gezins- en bejaardenhulp van de Franse Gemeenschap, het Waalse Gewest en de Duitstalige Gemeenschap |
| 318.02    | Paritair Subcomité voor de diensten voor gezins- en bejaardenhulp van de Vlaamse Gemeenschap |
| 319       | Paritair Comité voor de opvoedings- en huisvestingsinrichtingen en -diensten |
| 319.01    | Paritair Subcomité voor de opvoedings- en huisvestingsinrichtingen en -diensten van de Vlaamse Gemeenschap |
| 319.02    | Paritair Subcomité voor de opvoedings- en huisvestingsinrichtingen en -diensten van de Franse Gemeenschap, het Waalse Gewest en de Duitstalige Gemeenschap |
| 320       | Paritair Comité voor de begrafenisondernemingen |
| 321       | Paritair Comité voor de groothandelaars-verdelers in geneesmiddelen |
| 322       | Paritair Comité voor de uitzendarbeid en de erkende ondernemingen die buurtwerken of -diensten leveren |
| 322.01    | Paritair Subcomité voor de erkende ondernemingen die buurtwerken of -diensten leveren |
| 323       | Paritair Comité voor het beheer van gebouwen en de dienstboden |
| 324       | Paritair Comité voor de diamantnijverheid en -handel |
| 324.01    | Paritair Subcomité voor het diamantzagen |
| 324.02    | Paritair Subcomité voor de kleinbranche in de diamantnijverheid en -handel |
| 324.03    | Paritair Subcomité voor de vakopleiding in de diamantnijverheid en -handel |
| 325       | Paritair Comité voor de openbare kredietinstellingen |
| 326       | Paritair Comité voor het gas- en elektriciteitsbedrijf |
| 327       | Paritair Comité voor de beschutte werkplaatsen en de sociale werkplaatsen |
| 327.01    | Paritair Subcomité voor de beschutte werkplaatsen gesubsidieerd door de Vlaamse Gemeenschap of door de Vlaamse Gemeenschapscommissie en de sociale werkplaatsen erkend en/of gesubsidieerd door de Vlaamse Gemeenschap |
| 327.02    | Paritair Subcomité voor de beschutte werkplaatsen gesubsidieerd door de Franse Gemeenschapscommissie |
| 327.03    | Paritair Subcomité voor de beschutte werkplaatsen van het Waalse Gewest en van de Duitstalige Gemeenschap (Niet samengesteld, omdat de voorzitter, de ondervoorzitter en de leden niet werden benoemd) |
| 328       | Paritair Comité voor het stads- en streekvervoer |
| 328.01    | Paritair Subcomité voor het stads- en streekvervoer van het Vlaamse Gewest |
| 328.02    | Paritair Subcomité voor het stads- en streekvervoer van het Waalse Gewest |
| 328.03    | Paritair Subcomité voor het stads- en streekvervoer van het Brusselse Hoofdstedelijk Gewest |
| 329       | Paritair Comité voor de socio-culturele sector |
| 329.01    | Paritair Subcomité voor de socio-culturele sector van de Vlaamse Gemeenschap |
| 329.02    | Paritair Subcomité voor de socio-culturele sector van de Franstalige en Duitstalige Gemeenschap en het Waalse Gewest |
| 329.03    | Paritair Subcomité voor de federale en bicommunautaire socio-culturele organisaties |
| 330       | Paritair comité voor de gezondheidsinrichtingen en -diensten |
| 331       | Paritair comité voor de vlaamse welzijns- en gezondheidssector |
| 332       | Paritair comité voor de Franstalige, Duitstalige en bicommunautaire welzijns- en gezondheidssector |
| 333       | Paritair comité voor toeristische attracties |
| 337       | Aanvullend paritair comité voor de non-profitsector |